# CTV Sci-Fi Channel
Pour les articles homonymes, voir Space.
CTV Sci-Fi Channel (anciennement Space) est une chaîne de télévision canadienne spécialisée de catégorie A de langue anglaise appartenant à Bell Media dont la programmation est ciblée sur les thèmes de la science-fiction, le fantastique, l'horreur et le paranormal. Elle portait le slogan "Space: The Imagination Station" lors de son lancement, qui a été abandonné depuis.

## Histoire
Après avoir obtenu sa licence auprès du CRTC en 1996, CHUM Limited a lancé la chaîne le 17 octobre 1997 à 18 h. Tout comme Teletoon et MuchMusic, Space a été spécifiquement créé afin de prévenir l'importation de chaînes spécialisées américaines sur le territoire canadien, dans ce cas-ci Syfy, mais doit quand même produire et diffuser du contenu original canadien sous condition de licence. Puisqu'elle doit acquérir ses émissions individuellement, elle ne diffuse pas en même temps les émissions originales de Syfy et possède une plus grande liberté dans sa programmation.
CTVglobemedia a fait l'acquisition de la chaîne lors de son achat de CHUM Limited le 22 juin 2007. Bell Canada a fait l'acquisition de CTVglobemedia le 1er avril 2011 et a renommé la compagnie pour Bell Media.
Space HD a été lancé le 6 juillet 2011 exclusivement sur Bell Télé et Bell Fibe TV.
Un nouveau logo a été introduit le 4 mars 2013, déliant la chaîne avec la science-fiction et introduisant des séries de mystère telles que Castle.
Lors des Upfronts en juin 2018, Bell Media annonce le changement de nom de quatre chaînes spécialisées principales, dont Space qui deviendra CTV Sci-Fi. Lors de Upfronts de 2019, Bell Media annonce que le changement de nom pour CTV Sci-Fi Channel aura lieu le 12 septembre 2019.

### Identité visuelle (logo)

Logo jusqu'en 2005.
Logo de 2005 à mars 2013.
Logo de mars 2013 à septembre 2019.

## Programmation
Space rediffuse les séries fantastiques, de science-fiction et d'action originellement diffusées sur CTV, CTV Two et CHCH, telles que Chuck, Medium, Nikita, The Secret Circle, Smallville et Supernatural. Elle a aussi les droits de première diffusion canadienne des séries britanniques Being Human, Doctor Who et Merlin, des séries américaines Caprica, Eureka, Stargate Universe et The Librarians, et des séries canadiennes Being Human, Sanctuary, Stormworld, et Todd and the Book of Pure Evil.
La programmation dédie 13 heures combinées par jour à des séries de la franchise Star Trek et Stargate.

## Productions originales
InnerSPACE et HypaSpace fournissent des nouvelles et informations sur le monde du divertissement fantastique et science-fiction; Behind the Scenes nous transporte sur le plateau de tournage de séries et films fantastiques, incluant des entrevues avec les acteurs, réalisateurs, maquilleurs et effets spéciaux; SpaceNews fournit des nouvelles sur les activités spatiales comme la NASA, les planètes et les satellites en orbite.

### Séries originales
- RoboCop 2001 (2001)
- Alienated (en) (2003–2004)
- Bitten (2014–2016)
- Le Messager des ténèbres (The Collector) (2004–2006)
- Les Décalés du cosmos (Tripping the Rift) (2004–2007)
- Charlie Jade (2005)
- Blood Ties (2007)
- Dresden, enquêtes parallèles (The Dresden Files) (2007)
- La Compagnie des glaces (Grand Star) (2007)
- Rabbit Fall (en) (2007)
- Todd and the Book of Pure Evil (2010–2012)
- Being Human (coproduction avec Syfy, 2011–2014)
- Les Portes du temps : Un nouveau monde (Primeval: New World) (2012–2013)
- Orphan Black (coproduction avec BBC America, 2013–2017)
- Dark Matter (coproduction avec Syfy, 2015–2017)
- Killjoys (coproduction avec Syfy, 2015–2019)
- Wynonna Earp (coproduction avec Syfy, saisons 2 à 4, 2017–2021)
- SurrealEstate (en) (coproduction avec Syfy, 2021–)